# Laisse
Un laisse es un tipo de estancia, de longitud variable, que puede ser encontrada en la literatura francesa medieval, específicamente en la poesía épica francesa medieval (cantares de gesta), como el Cantar de Roldán. Sería el equivalente al caso del castellano con una tirada.

## Descripción
En los primeros trabajos, cada laisse estaba compuesto por versos (mono) asonantes, a pesar de que el aspecto de las rimas (mono) laisses eran crecientemente comunes en poemas más tardíos. Dentro de un poema, la longitud de cada laisse era variable, mientras que la longitud métrica de los versos era invariable; cada verso tenía la misma longitud de sílabas, típicamente decasílabos u, ocasionalmente, alejandrinas.
El laisse se caracteriza por frases y fórmulas estereotipadas, repitiéndose de manera frecuente temas y motivos, incluyendo repeticiones de materiales de un laisse a otro. Tales repeticiones y estructuras formularias son comunes en la oralidad y en las composiciones orales formularias. Cuando los poetas medievales repetían contenido (con diferentes fraseos o rimas/asonancias) de un laisse a otro, dichas composiciones "similares" se denominaban laisses similaires en francés.